# 川村千鶴子
川村 千鶴子（かわむら ちずこ）は、日本の社会学者。大東文化大学名誉教授。博士（学術）。日本島嶼学会理事、日本オーラル・ヒストリー学会理事、移民政策学会理事を歴任。多文化社会研究会理事長。東アジア経営学会国際連合産業部会。特定非営利活動法人太平洋協力機構顧問。
専門分野：消費者行動科学とマーケティング（オハイオ州立大学、慶應大学）。多文化共創社会の実現とウェルビーイング。協働・共創によるダイバーシティ・マネージメント。

## 人物
東京都新宿区生まれ。慶應義塾大学商学部卒。総合研究大学院大学博士課程卒業。1989年にグローバル・アウエアネス（多文化社会研究会）を創立。
多文化教育研究所所長を経て、大東文化大学環境創造学部教授。2017年定年、名誉教授。専門は多文化都市論、多文化共創社会、ライフサイクル論と移民政策。
「多文化都市・新宿の生成と展開 ライフサイクルの視座」で総合研究大学院大学より博士（学術）の学位を取得。

## 著書
- 『外国人をホームステイさせる本 -誰でもできる会話とマナー ようこそ!わが家へ』中経出版 1988
- 『創造する対話力 -多文化共生社会の航海術』税務経理協会 2001
- 『多文化都市・新宿の創造 -ライフサイクルと生の保障』慶應義塾大学出版会 2015

## 編著
- 『多民族共生の街・新宿の底力』編著 明石書店 1998
- 『多文化共生社会の探究 ―外国人と法』多文化社会研究会2000
- 「研究成果報告書 「太平洋島嶼諸国における経済発展と環境問題」研究代表者：川村千鶴子『平成14年～16年度　科学研究費補助金　基盤研究（B）（2）研究実績報告書』2005
- 『「移民国家日本」と多文化共生論 ―多文化都市・新宿の深層』編著 明石書店 2008
- 『3.11後の多文化家族 ―未来を拓く人びと』編著 明石書店 2012
- 『統計データで読み解く移動する人々と日本社会 ―ディスカッション多文化共生社会を考える ライフサイクルの視点から情報分析を学ぶ』編著 ナカニシヤ出版 2013
- 『多文化社会の教育課題 ―学びの多様性と学習権の保障』編著 明石書店 2014
- 『いのちに国境はない ―多文化「共創」の実践者たち』編著 慶應義塾大学出版会 2017
- 『多文化共創社会への３３の提言』編集代表 都政新報社 2021

## 共編著
- 『多文化教育を拓く ―マルチカルチュラルな日本の現実のなかで』渡戸一郎共編著 明石書店 2002
- 『異文化間介護と多文化共生 ―誰が介護を担うのか』宣元錫共編著 明石書店 2007
- 『移民政策へのアプローチ ―ライフサイクルと多文化共生』近藤敦,中本博皓共編著 明石書店 2009
- 『多文化「共創」社会入門 ―移民・難民とともに暮らし、互いに学ぶ社会へ』小泉康一共編著 慶應義塾大学出版会 2016
- 『インタラクティブゼミナール新しい多文化社会論ー共に拓く共創・協働の時代』東海大学出版部 2020

## 共著
- 『外国人労働者問題と多文化教育 ―多民族共生時代の教育課題―』藤原孝章(編)明石書店1992
- 『自治体の外国人政策 ―内なる国際化への取り組み』駒井洋、渡戸一郎（編）明石書店1997
- 『日本の移民政策を考える ―人口減少社会の課題―』依光正哲（編）明石書店2005
- 『オセアニア学』吉岡政徳（監）印東道子他（編）、京都大学学術出版会2009
- 『パスポート学』共著、北海道大学出版会2016
- 『人の移動事典 ―日本からアジアへ・アジアから日本へ』丸善出版2013
- 「多文化主義社会の胎動 ―共創の街・新宿から」『筑紫哲也の現代日本学原論 ―外国人―』岩波書店2001
- 『ディアスポラと社会変容』武者小路公秀監修、アジア太平洋研究センター叢書、2008
- 『多文化社会の社会教育ー公民館・図書館・博物館がつくる「安心の居場所」』明石書店 2019